# 앵글로색슨족
앵글로색슨족(Anglo-Saxons)은 중세 전기에 잉글랜드에 건너와 거주한 이들이다. 이들은 게르만족 출신으로 고대 영어를 사용했으며, 5세기에 유럽 대륙에서 브리튼 제도에 건너왔다. 로만 브리튼 선주문화의 영향을 받았으나 구체적으로 어떤 영향을 받았는지는 통일된 의견이 없다. 이들이 사용한 언어나 사회 구조 등은 후에 잉글랜드 왕국에 넘어갔으며, 현대 영어는 일상에서 가장 흔하게 쓰이는 단어들을 포함해 대부분의 기초 어휘의 유래를 이들의 언어에 두고 있다.
역사적으로 앵글로색슨 시대는 이들의 초기 정착 이후와 노르만의 정복 때까지인, 대략 450년과 1066년 간 기간을 나타낸다. 초기 앵글로색슨 시기에 샤이어와 헌드레드 같은 지방 행정 단위 등, 현재까지 살아남은 많은 측면들을 포함하여, 잉글랜드 국가를 형성했다. 이 시기에 기독교가 정착되어, 앵글로색슨 문학과 언어가 번창했다. 헌장과 법률이 확립되기도 했다. 앵글로색슨어라는 용어는 최소 5세기 중엽와 12세기 중엽 사이에 잉글랜드와 스코틀랜드 동부에서 앵글로색슨족들이 말하고 기록한 언어로서 흔히 사용된다. 학술적으로는 고대 영어라고 더 흔히 칭해진다.
앵글로색슨족의 역사는 문화적 정체성의 역사다. 기독교를 받아들인 사람들로 이뤄진 유대 내 다양한 집단들에서 발전했고 여러 왕국들의 성립에 필수적이었다. 덴마크인들의 대규모 침입 및 잉글랜드 동부 지역에 대한 군사적 점령에 위협을 받아, 이 정체성은 재확립되었으며, 이는 노르만의 정복 때까지 계속됐다. 확인할 수 있는 앵글로색슨 문화는 건축, 드레스 스타일, 채색본, 부장품 등의 물질 문화에서 볼 수 있다. 이런 앵글로색슨의 문화적 전형의 상징적 본질 뒤에는 부족과 영주권 관계라는 강인한 요소가 존재한다. 엘리트 계층들은 스스로를 부크에서 발전한 왕이라 칭했고, 성서적인 면으로 자신들의 역할과 사람들을 인식했다. 무엇보다도 헬레나 해머로가 알아차렸던 것처럼, “지역적이고 늘어난 혈족 관계가 앵글로색슨 시대 내내 근본적인 생산 단위로서 유지되었다”는 것이다. 이런 형상은 21세기까지도 계속되어서, 2015년 3월에 발표된 연구에 따르면, 오늘날 영국인 (British)을 구성하는 유전자는 초기 앵글로색슨 시대의 부족 정치 집단에 대한 분열로 나타났다.
앵글로색슨이라는 용어의 사용은 앵글족, 색슨족 또는 앵글로색슨족이라는 단어들이 모든 사료들에서 같은 의미를 갖는다고 가장한다. 앵글로색슨이라는 용어는 8세기에 영국의 "게르만족" 집단과 유럽 대륙 (옛 작센 및 북독일의 앙겔른 지역)의 게르만족 집단을 구분하기 위해 사용되기 시작했다. 캐서린 힐스는 앵글로색슨에 대한 태도 및 그들의 문화와 역사에 대한 해석에 대한 많은 현대 학자들의 견해들을 자신의 관점에서 "어떤 종류의 증거에 관해서도 동시대의 정치 및 종교 신학에 더 의존하고 있다."라며 요약했다.

## 명칭
고대 영어식 민족 명칭 "Angul-Seaxan"은 라틴어 Angli-Saxones에서 유래했으며, 비드가 Angli라 부르고 길다스가 Saxones라 부르던 민족의 명칭이 되었다. 앵글로색슨이라는 용어 자체는 앵글로색슨족들 사이에선 거의 사용되지 않았고, ængli, Seaxe 또는 아마 Mierce, Cantie, Gewisse, Westseaxe, Norþanhymbre 같은 지역 명칭이나 부족 명칭으로 인식했을 것이다. 바이킹 시대 이후엔, 앵글로스칸디나비아 정체성이 데인로에서 발전하기도 하였다.
라틴어식인 Angli Saxones이라는 용어는 8세기의 유럽 대륙 문서에서 처음으로 사용된 것으로 보이며, 파울루스 디아코누스는 이 용어를 잉글랜드의 색슨족을 유럽 대륙의 색슨족 (Ealdseaxe, 글자 그대로 의미는 '구 색슨족')을 구분하기 위해 사용하였다. 따라서 앵글로색슨이라는 명칭은 "잉글랜드의" 색슨인을 뜻한 것으로 보인다.
당시의 기독교 교회에서는 앵글족이라는 명칭을 사용한 것으로 보이며, 교황 그레고리우스 1세와 그의 발언에 관한 이야기에서 "Non Angli sed angeli" (앵글족이 아니라 천사)라는 표현이 등장한다.

## 개요

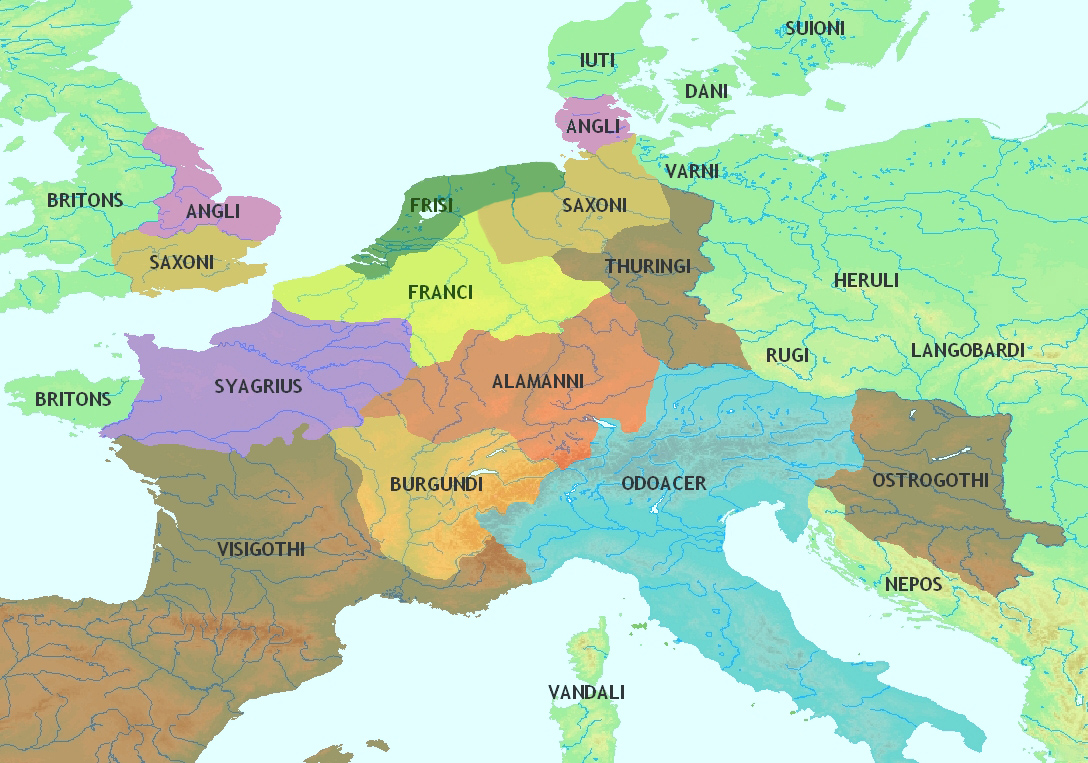
5세기 유럽지도

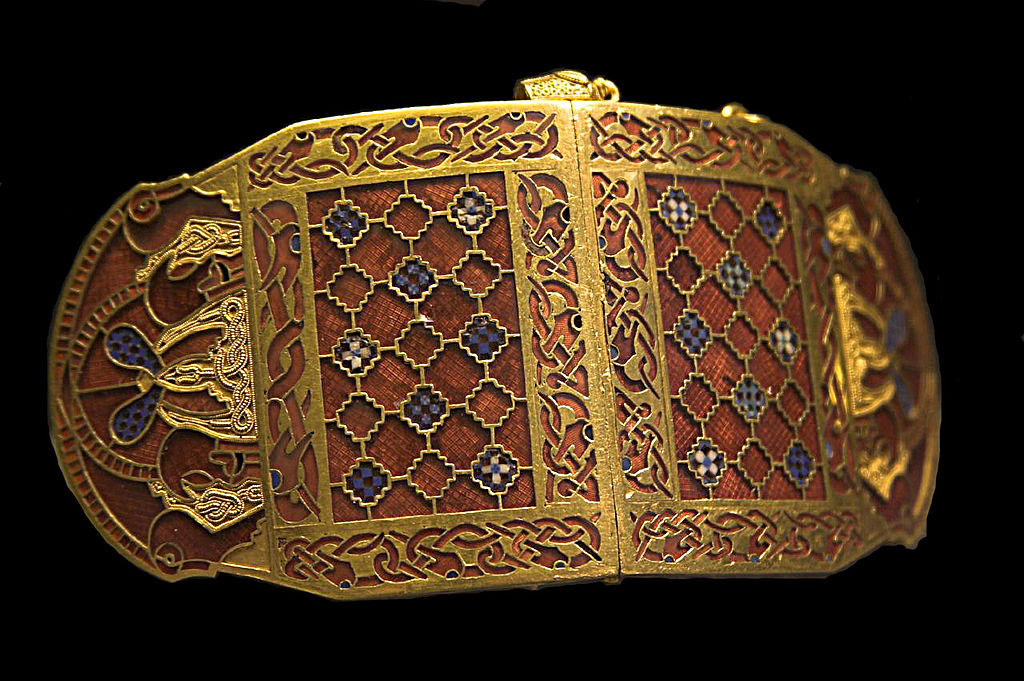
왕의 장식

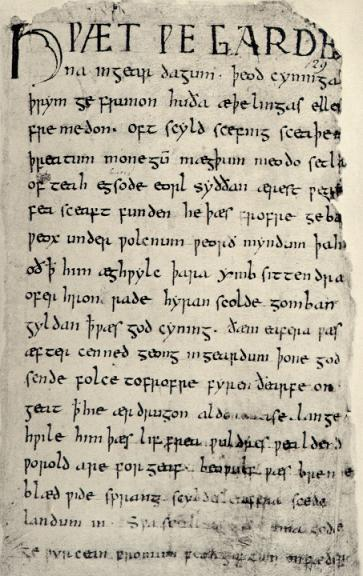
8세기 베오울프

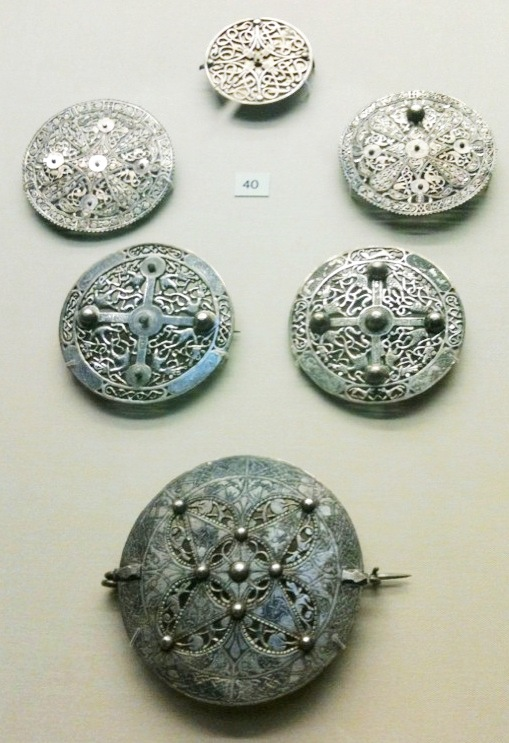
문화 양식

앵글로색슨족은 덴마크 제도(諸島)·유틀란트반도·북독일 지역에서 브리튼섬으로 건너와, 칠왕국 시대를 거쳐 에그버트 왕의 시대에 통일 왕조를 세웠다. 잉글랜드, 이스트앵글리아와 같은 명칭은 앵글족의 이름에서 비롯된 것이며, 또한 웨식스, 서식스 등의 명칭은 "색슨족"에서 나왔다. 양자는 지역적·문화적으로 구별이 뚜렷하지 않으며, 두 부족이 브리튼섬 이주 전에 이미 동화하여 한 종족을 형성했다는 설도 있다. DNA 테스트 결과 오늘날 잉글랜드인들의 사분의 일만이 이 혈통에 해당된다.
5세기 무렵 앵글인, 주트인, 색슨인은 덴마크 제도, 독일 북부에 살았다. 앵글인은 영국 동쪽 중부, 색슨인은 영국 동쪽 남부, 주트인은 영국 동부 최남부에 처음 정착하였다. 후에 이들 앵글, 주트, 색슨이 사는 땅을 잉글랜드라고 하였으며 이들을 가리켜 앵글로색슨족이라고 하였다. 명칭에는 빠져 있으나 주트인도 들어간다.
앵글인(Angle)은 본래 발트해 인접 지역에서 나타났으며, 4~5세기무렵에 덴마크 제도, 독일 북부 슐레스비히홀슈타인주 옮겨가 살았고, 이 지역에 '앵글'이라는 지명이 남아 있다. 앵글인은 이 지역에서 덴마크 제도 북부에 살던 주트인과 남쪽에 있는 색슨인과 교섭하였다.
색슨인(Saxon)은 고대 게르만족의 한 무리로 그들은 현재 독일인 니더작센과 베스트팔렌 지역에 살았던 인종이다. 그 가운데 일부가 영국으로 함께 이주하였으며, 앵글인과 함께 잉글랜드를 구성하였다.
주트인(Jutes, 유트인)은 덴마크 제도 북부에 살았으며, 5세기 브리튼 최남부 색슨 왕국 아래에 들어왔다. 앵글로색슨족에 포함되었고 잉글랜드를 구성하였다. 주트인은 스칸디나비아의 데인인, 스비아인과 유사한 게르만계 민족이다.
앵글로색슨족은 잉글랜드 뿐만 아니라 브리튼 제도(브리튼섬과 부속도서), 아일랜드, 아이슬란드에도 살고 있다. 아일랜드 인구 가운데 최소 30%는 앵글로색슨계에 속한다고 한다.(특히 잉글랜드계와 스코틀랜드계가 식민이주한 북아일랜드지역에서 현저하다.) 따라서 이들은 앵글로 아이리쉬, 앵글로 스코트 등으로 정체성을 구분하고, 또한 앵글로 아메리칸이란 말도 사용하는데 대체로 색슨이라는 표현은 생략한다.
베오울프는 고대 영어로 된 작자 미상의 영웅 서사시이다. 베오울프는 에즈데오우의 아들이며 히옐락왕의 신하로 설명되고 있는데, 이들은 고트인이다. 이처럼 앵글로색슨은 다양한 게르만족 집단을 포괄하고 있는 명칭이다.
10세기에는 노르만인의 영향으로 그들의 언어(노르만 프랑스어)가 영어에 커다란 영향을 끼치게 되며, 앵글로색슨족이 노르만 왕조에 대항하는 여러 전설이 구전된다.
앵글로색슨족은 영국을 상징하는 단어로 알려져 있으나, 모든 영국인이 앵글로색슨족과 직접적인 관련이 있는 것은 아니다. 예를 들어 찰스 다윈의 가계를 조사한 결과, 그의 조상은 약 4만 5천년 전 아프리카를 떠나 중동으로 이주한 초기 현대 인류의 크로마뇽인의 일원이었으며, 1만 2천년 전 영국에서 새 터전을 잡았다. 따라서 앵글로색슨은 10세기 이전 노르만인의 지배를 받기 전의 영국 사람을 가리키는 범용 용어라고도 할 수 있다.

## 같이 보기
- 앵글인
- 색슨인
- 주트인
- 고트인
- 스코트인
- 켈트족
- 픽트인
- 노르만인
- 데인인
- 이베리아족

## 참고 자료
- 이 문서에는 다음커뮤니케이션(현 카카오)에서 GFDL 또는 CC-SA 라이선스로 배포한 글로벌 세계대백과사전의 내용을 기초로 작성된 글이 포함되어 있습니다.